# Makrokylindrus peresi
Makrokylindrus peresi är en kräftdjursart som beskrevs av Daniel Reyss 1974. Makrokylindrus peresi ingår i släktet Makrokylindrus och familjen Diastylidae. Inga underarter finns listade i Catalogue of Life.